# Episodi di Master of None (seconda stagione)
La seconda stagione della serie televisiva Master of None è stata interamente distribuita il 12 maggio 2017 su Netflix, in tutti i paesi in cui il servizio è disponibile.
| n° | Titolo originale     | Titolo Italiano       | Pubblicazione USA | Pubblicazione Italia |
| -- | -------------------- | --------------------- | ----------------- | -------------------- |
| 1  | The Thief            | Il ladro              | 12 maggio 2017    | 12 maggio 2017       |
| 2  | Le Nozze             | Le nozze              | 12 maggio 2017    | 12 maggio 2017       |
| 3  | Religion             | La religione          | 12 maggio 2017    | 12 maggio 2017       |
| 4  | First Date           | Il primo appuntamento | 12 maggio 2017    | 12 maggio 2017       |
| 5  | The Dinner Party     | La cena               | 12 maggio 2017    | 12 maggio 2017       |
| 6  | New York, I Love You | New York, ti amo      | 12 maggio 2017    | 12 maggio 2017       |
| 7  | Door #3              | Opzioni               | 12 maggio 2017    | 12 maggio 2017       |
| 8  | Thanksgiving         | Il Ringraziamento     | 12 maggio 2017    | 12 maggio 2017       |
| 9  | Amarsi Un Po'        | Amarsi un po'         | 12 maggio 2017    | 12 maggio 2017       |
| 10 | Buona Notte          | Buona notte           | 12 maggio 2017    | 12 maggio 2017       |